# インディアン・フィルム・フェスティバル・メルボルン
インディアン・フィルム・フェスティバル・メルボルン（Indian Film Festival of Melbourne、略称：IFFM）は、オーストラリア・ビクトリア州メルボルンで開催されている映画祭。2012年に初めて開催され、ビクトリア州政府が運営資金を出資している。

## 歴史
2012年にビクトリア州政府によって創設された。同州与党のオーストラリア自由党ビクトリア州支部が掲げる「ビクトリア州とインド映画産業との関係強化」の一環として創設された。この方針は2006年10月に公表され、同年11月に資金が投入され、入札手続きを経た2012年3月に第1回IFFMが開催された。入札の結果、ミトゥ・ボウミック・ランゲの経営するマインド・ブローウィング・フィルムズが2012年から2014年までの3年間IFFMを主催する権利を45万ドルで落札し、さらにオーストラリア自由党の要請で1年間主催期間が延長された。2016年11月、マインド・ブローウィング・フィルムズはビクトリア州政府から2017年及び2018年のIFFM主催に関する契約を結んだ。
2012年5月、シドニー・モーニング・ヘラルドはマインド・ブローウィング・フィルムズがすでに公開済みのインド映画をIFFMで上映していると報じた。同紙によると、ランゲは2010年からインド映画上映祭「ボリウッド&ビヨンド」をメルボルン・シドニー・オークランド・パース・アデレードで開催しており、IFFMは「ボリウッド&ビヨンド」を改名しただけであると指摘している。
2017年8月、クシュブー・スンダルはIFFMがボリウッド以外のインド映画や俳優を排除していると批判した。彼女の批判に対し、ランゲは「正直なところ非常に驚いています。何故なら映画祭には20の言語の映画60本が上映されているからです。映画祭は常に多様性に満ちています」とコメントし、IFFMに招待した南インド映画の俳優はスケジュールの都合で出席できなかったと返答している。

## テルストラ・ピープルズ・チョイス・アワード
同賞は公開年の興行収入と批評面において傑出したインド映画に与えられる特別賞である。
| 受賞対象年 | 作品                        | 監督                                   | プロデューサー                          | 出典         |
| ---------- | --------------------------- | -------------------------------------- | --------------------------------------- | ------------ |
| 2014       | チェイス!                   | ヴィジャイ・クリシュナ・アーチャールヤ | アーディティヤ・チョープラー            | [ 7 ]        |
| 2015       | PK                          | ラージクマール・ヒラーニ               | ヴィドゥ・ヴィノード・チョープラー      | [ 8 ]        |
| 2016       | 受賞作品なし                | 受賞作品なし                           | 受賞作品なし                            | [ 9 ] [ 10 ] |
| 2017       | ダンガル きっと、つよくなる | ニテーシュ・ティワーリー               | アーミル・カーン                        | [ 11 ]       |
| 2017       | バーフバリ 王の凱旋         | S・S・ラージャマウリ                   | ショーブ・ヤーララガッダ                | [ 11 ]       |
| 2018       | シンバ                      | ローヒト・シェッティ                   | ローヒト・シェッティ カラン・ジョーハル | [ 12 ]       |